# لندروور دیسکاوری اسپورت
لندروور دیسکاوری اسپورت (به انگلیسی: Land Rover Discovery Sport) (کد داخلی L550) یک کراس‌اوور لوکس جمع‌وجور اس‌یووی است که توسط شرکت خودروسازی بریتانیایی جگوار لندرور از سال ۲۰۱۴، تحت برند لندروور، و از سال ۲۰۱۷ پرفروش‌ترین مدل تولید شده‌است.
در اواخر سال ۲۰۱۴ معرفی شد، این خودرو جایگزین فری‌لندر در طیف بازنگری شده لندرور از وسایل نقلیه شد و دیسکاوری به‌عنوان یک برند فرعی به رنج‌روور ملحق شد. برخلاف مدل قبلی خود، این خودرو کمی بزرگ‌تر در طرح هفت صندلی نیز موجود است.
نسل اول دیسکاوری اسپورت بر پایه پلتفرم JLR D8/LR-MS است که برای کاربردهای خارج از جاده سفارشی شده‌است و با طیفی از موتورهای چهار سیلندر بنزینی و دیزلی نیرو می‌گیرد. این نخستین دیسکاوری است که با ساختار unibody معرفی شده‌است.
مدل نسل دوم بر پایه نسخه اصلاح‌شدهٔ سکوی JLR D8/LR-MS، که سکوی JLR PTA است، همان‌طور که توسط جگوار ئی-پیس و نسخهٔ L551 رنج‌روور ایواک استفاده می‌شود، ساخته شده‌است.

## فیس‌لیفت

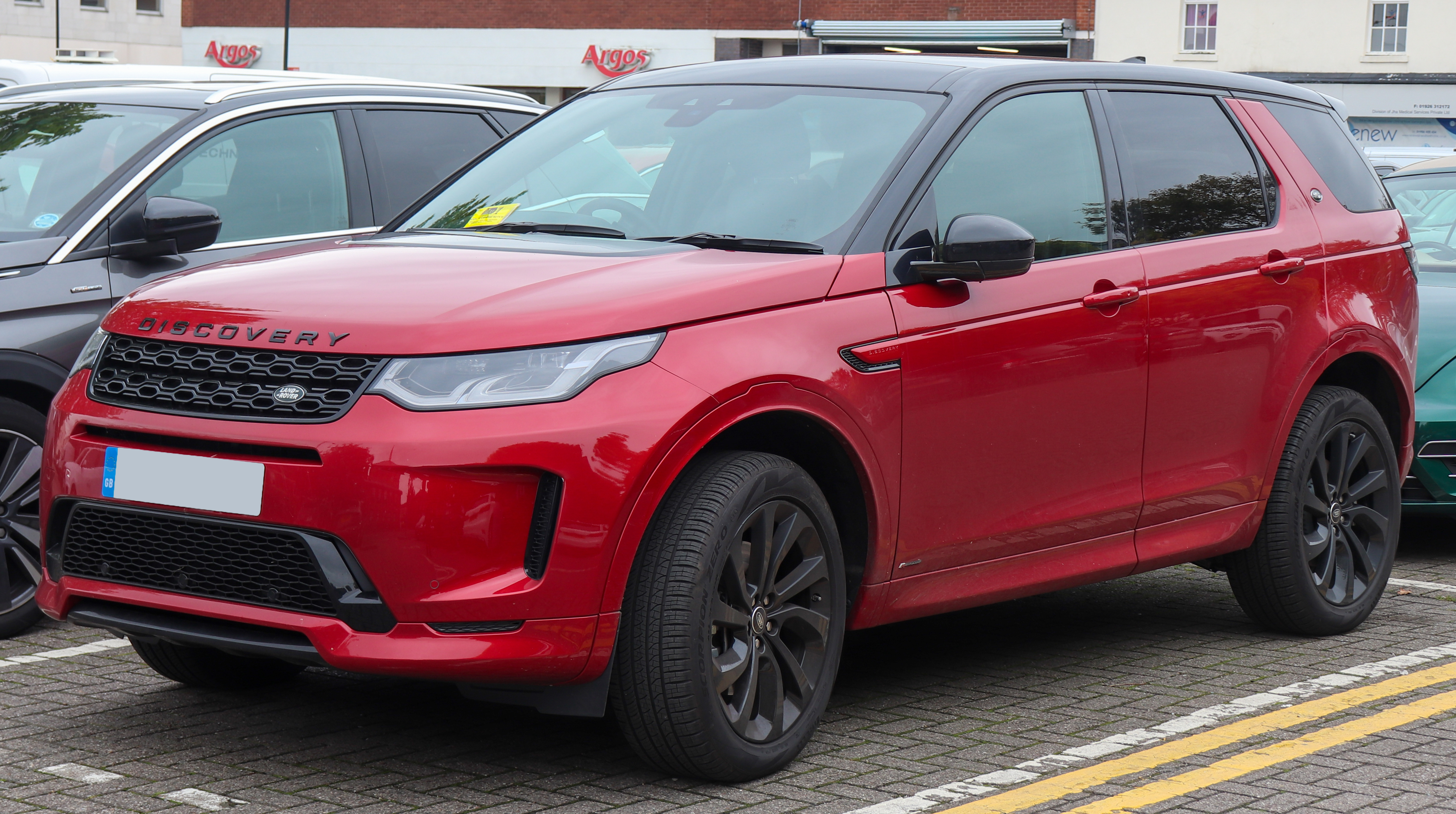
لندروور دیسکاوری اسپورت آر-داینامیک اس‌ئی ۲۰۱۹ (جلو)

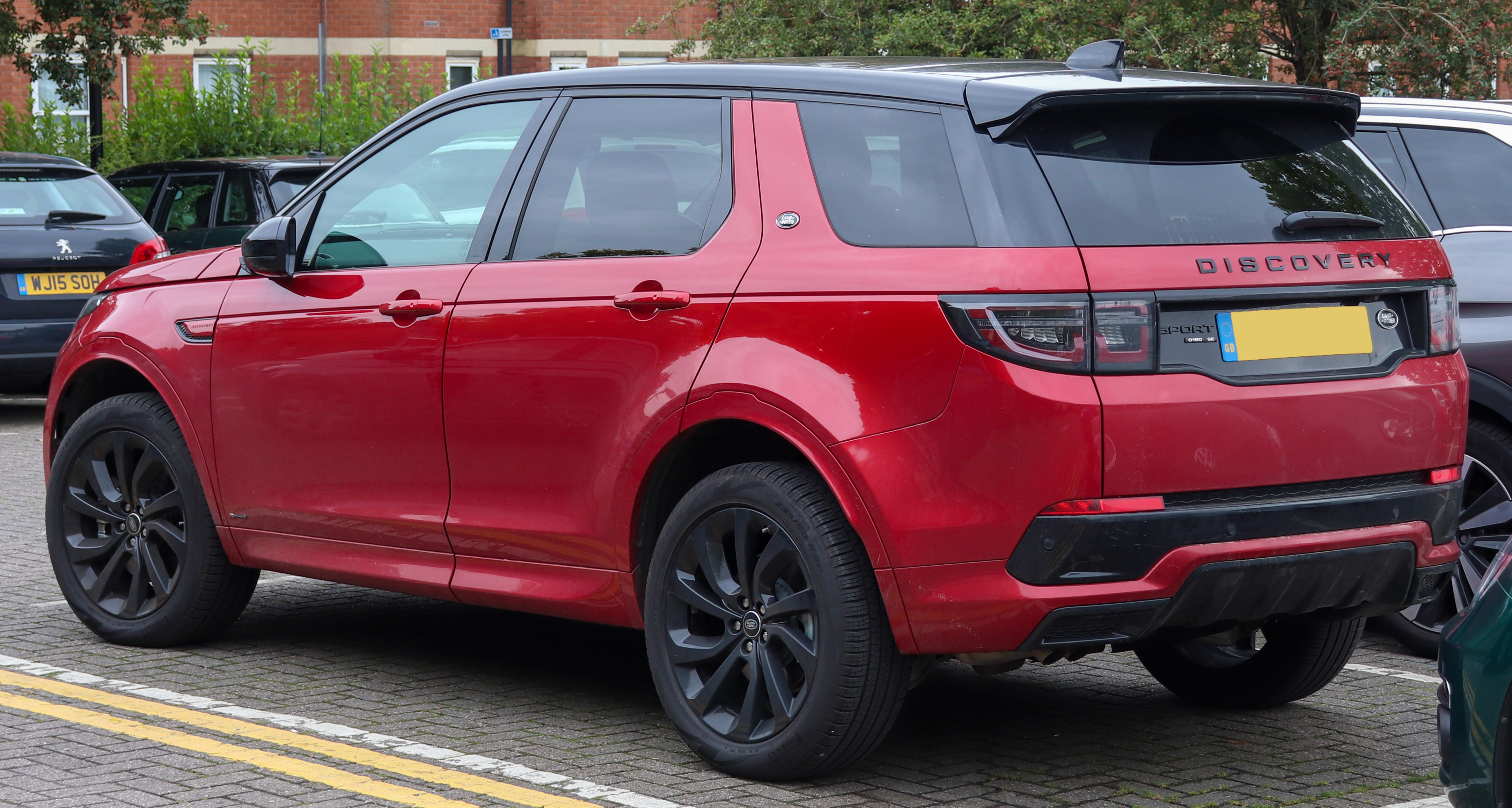
لندروور دیسکاوری اسپورت آر-داینامیک اس‌ئی ۲۰۱۹ (عفب)

در سال ۲۰۱۹، فیس‌لیفت دیسکاوری اسپورت بر اساس پلتفرم کاملاً جدید جگوار لندرور پریمیوم معماری عرضی (PTA) است که با جگوار ئی-پیس و نسل دوم رنج‌روور ایواک مشترک است.

## فروش جهانی
در سال ۲۰۱۷ پرفروش‌ترین مدل لندرور شد.
| سال   | فروش    |
| ----- | ------- |
| ۲۰۱۴  | ۸۳      |
| ۲۰۱۵  | ۶۹٬۵۰۱  |
| ۲۰۱۶  | ۱۲۲٬۴۶۰ |
| ۲۰۱۷  | ۱۲۶٬۰۷۸ |
| ۲۰۱۸  | ۹۵٬۵۲۰  |
| مجموع | ۴۱۳٬۶۴۲ |